# بزرگراه پاسداران

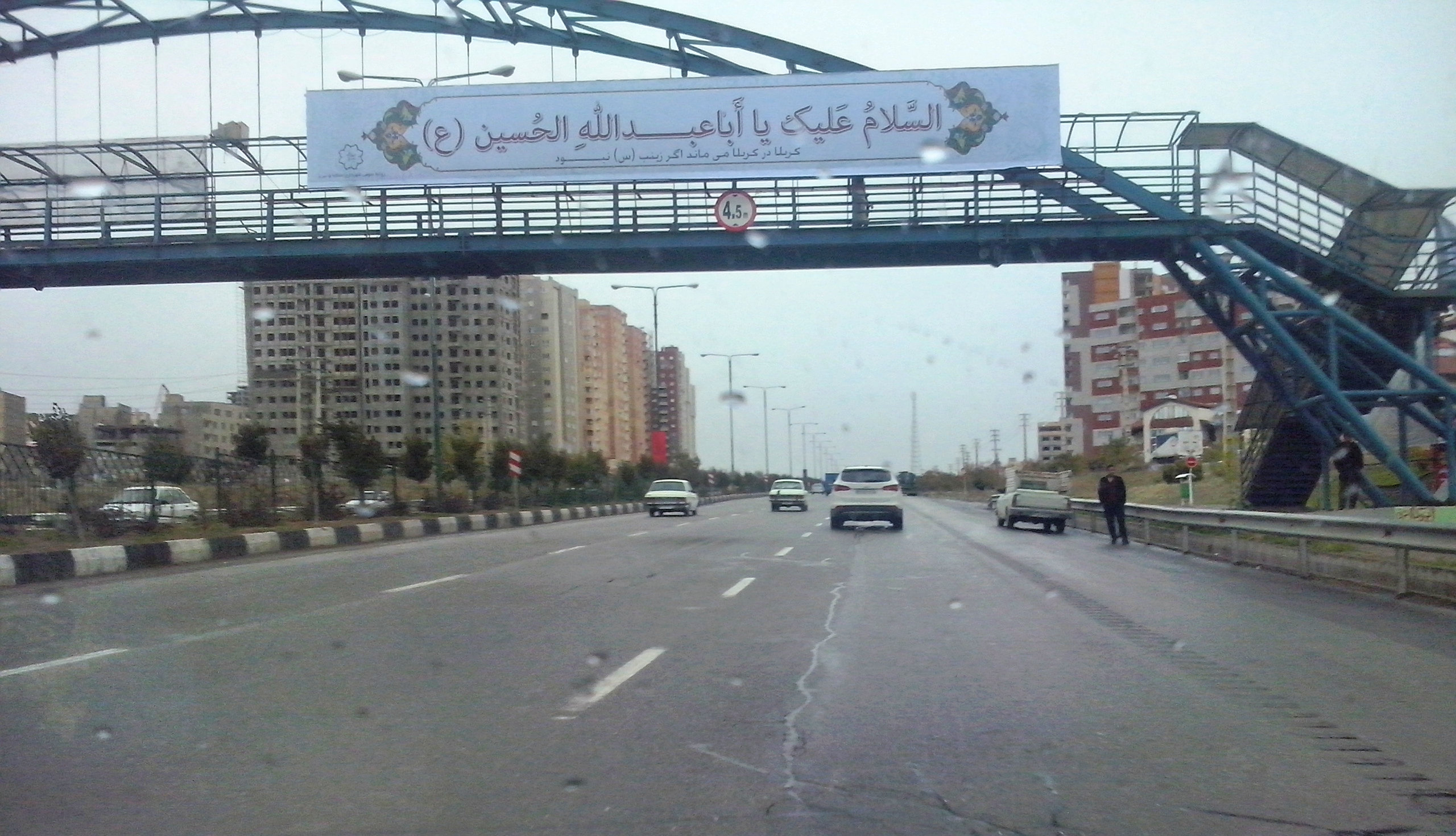
بزرگراه پاسداران.

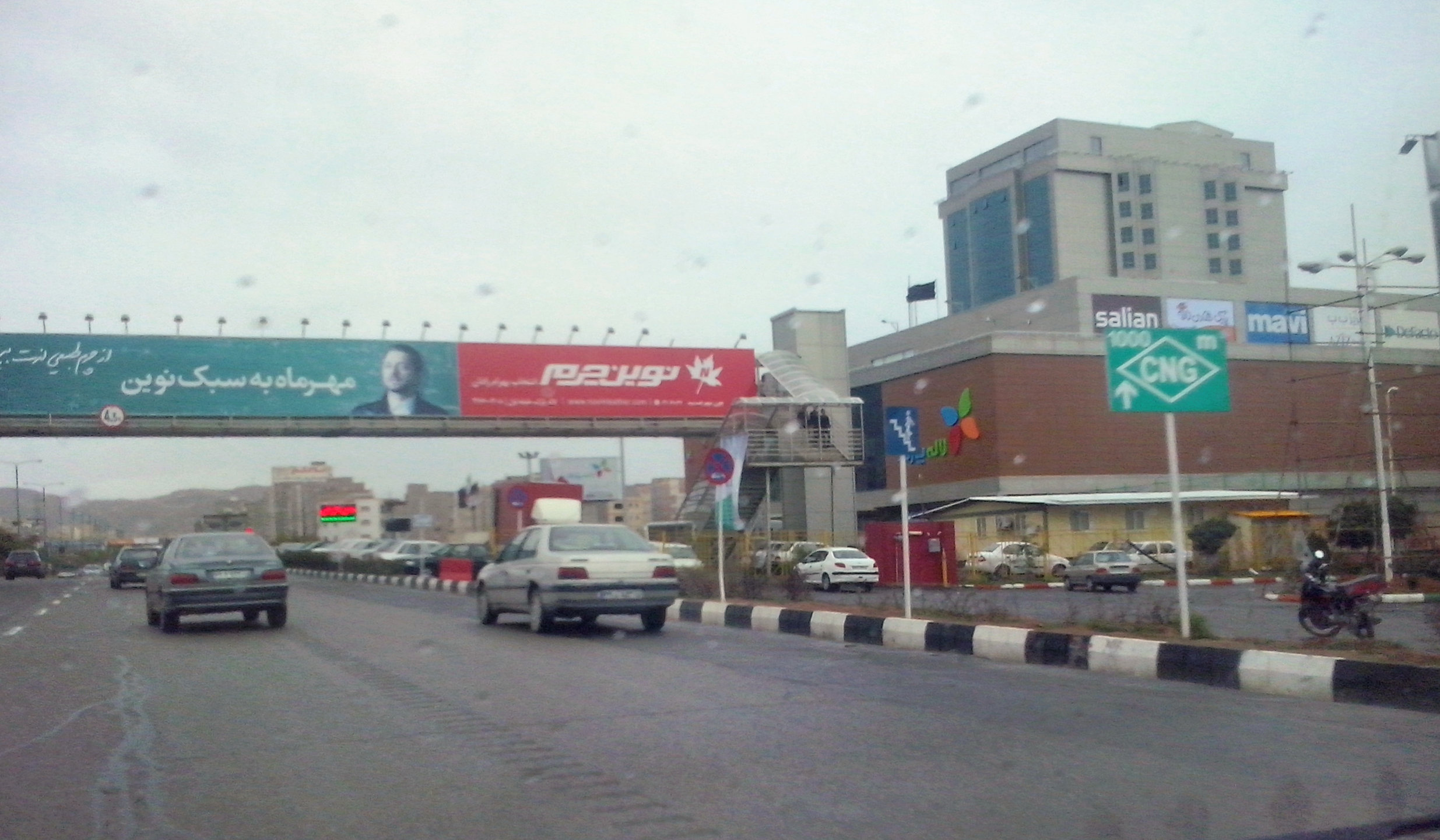
مرکز خرید لاله پارک در حاشیه بزرگراه پاسداران تبریز.

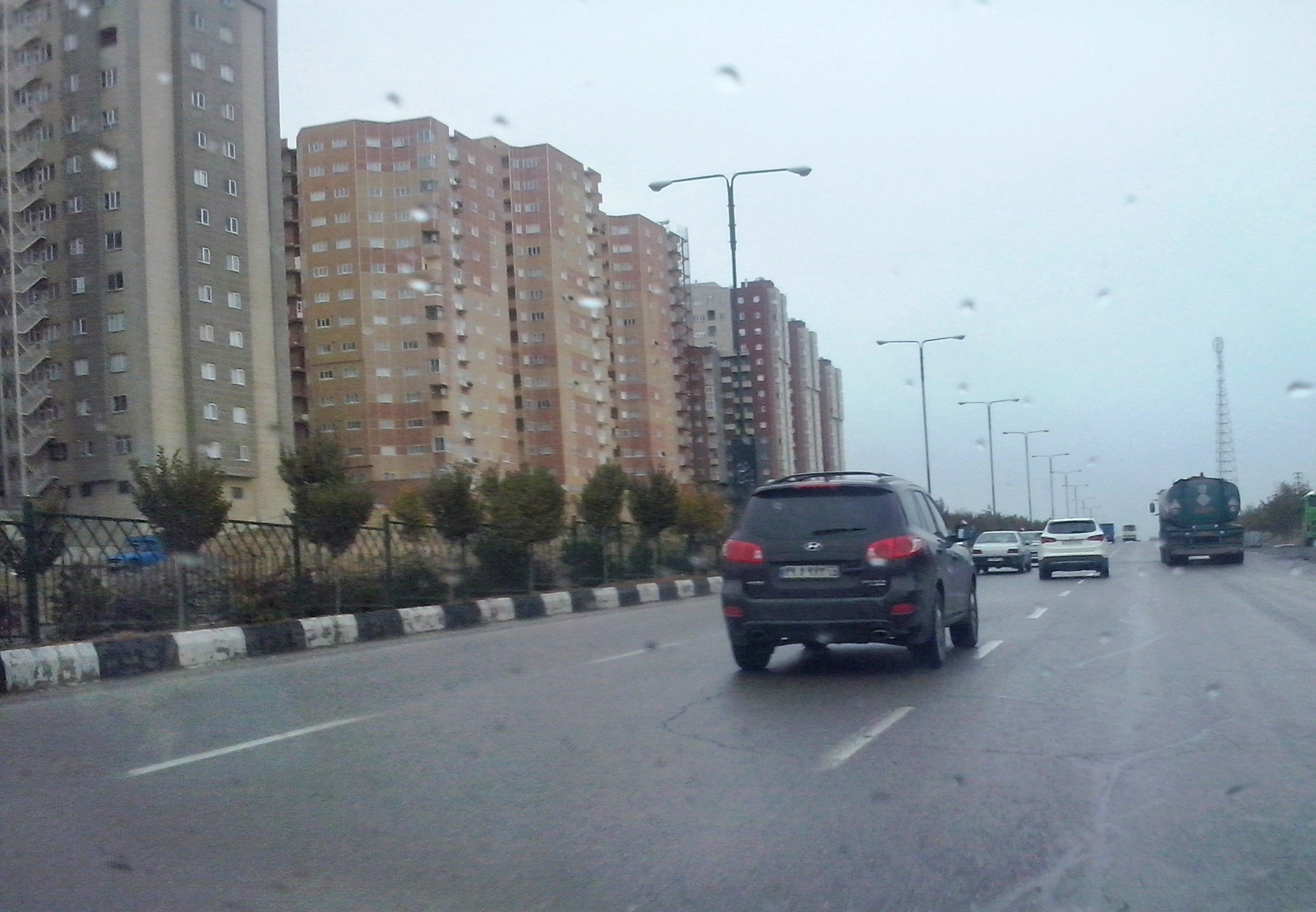
برج‌های واقع در کوی نصر، در حاشیه بزرگراه پاسداران تبریز.

بزرگراه پاسداران یا کنارگذر شمالی تبریز، یکی از بزرگراه‌های تبریز است که به طول ۱۶ کیلومتر، در امتداد دامنه رشته‌کوه عینالی، طرح تبادل امام علی واقع در شرق تبریز را به میدان آذربایجان واقع در شمال غرب این شهر متصل می‌کند. از بخشی از این بزرگراه٬ از طرح تبادل امام علی تا خروجی باغمیشه نیز به عنوان کنارگذر شرقی تبریز  استفاده می‌شود. این بزرگراه، در واقع بخشی از جادهٔ ۳۲ (بزرگراه تهران–تبریز) است. در آینده قرار است، ادامه امتداد این بزرگراه از مسیر پشت فرودگاه تبریز به پل مایان وصل شود.
در حال حاضر، شصت درصد از حاشیه‌نشینان تبریز در موازات این بزرگراه استقرار یافته‌اند.

## حوادث
این بزرگراه که توسط سپاه پاسداران ساخته شده است، به خاطر زیرسازی نامناسب در هنگام احداث،  کیفیت آسفالت پایینی داشته و تا کنون بیش از ۱۰۰ نفر قربانی حوادث مختلف رانندگی در این بزرگراه شده‌اند. مسئولان شهرداری تبریز نیز با توجه به وضعیت نامناسب این مسیر، از سال ۱۳۹۳ بخش‌هایی از آن را ترمیم و نوسازی می‌کنند.